# 鍵山優真
鍵山 優真（かぎやま ゆうま、2003年5月5日 - ）は、日本のフィギュアスケート選手（男子シングル）。2022年北京オリンピック個人戦銀メダリスト、団体戦銀メダリスト。世界選手権メダル獲得4回（銀3回・銅1回）、2024年四大陸選手権優勝、2024年全日本選手権優勝。

## 人物
神奈川県横浜市生まれ。父およびコーチは1992年アルベールビルオリンピック、1994年リレハンメルオリンピックフィギュアスケート男子シングル日本代表の鍵山正和。師弟関係でもある父を尊敬しており、二人の姿が似ていることや、滑りや着氷のやわらかいジャンプ、膝の使い方なども「似ていると言われるのはすごくうれしい」と話す。
父の仕事の都合に伴い富山県や長野県北佐久郡軽井沢町へ移り住んだ。父の職場であった富山スケートセンターでスケートを始める。小学2年時に軽井沢へ転居し、軽井沢中部小学校に通い、軽井沢風越公園アイスアリーナを練習拠点としていた。中学1年時に出生地である神奈川県横浜市へ転居し、横浜銀行アイスアリーナを練習拠点としていた。横浜市立六角橋中学校卒業。2022年3月に通信制の星槎国際高等学校横浜を卒業、2022年4月中京大学スポーツ科学部に進学。中京大学進学により練習拠点を愛知県豊田市の中京大学リンクに移す。
好きなキャラクターはスヌーピーと明かしており、演技後はスヌーピーのぬいぐるみがリンクに投げ込まれることもある。「ぬいぐるみが好きなので、（プレゼントされると）『ありがとうございます』という気持ちを込めて、ぬいぐるみを見せるようにしています」と話す。
特技のひとつは縄跳びで4重跳びまで可能。
右利きだが、スケート靴は左足から履く。「なぜかは分からないけれど毎日の習慣」と話す。

### 交友関係
2022年全日本選手権にて、ショートプログラムの翌日に幼少から親交の深い佐藤駿、三浦佳生と鍵山の3人で大阪城公園へ出かけた。その際、SP13位と出遅れた三浦へ鍵山が「これ持ってれば大丈夫だよ」と言い3人お揃いでポケモンのホゲータのぬいぐるみを購入した。
お揃いのホゲータの写真はSNSにも投稿されており、このエピソードはファンやメディアから「ホゲータの絆」と呼ばれている。
2024年パリオリンピックの体操男子で3冠を果たした岡慎之助とは星槎国際高等学校横浜の同級生である。
当時まだサインが無かった岡に、既に自分のサインを持っていた鍵山が一緒に岡のサインを考えたというエピソードがある。

## 経歴

### ジュニア以前
フィギュアスケートの元オリンピック選手だった父親の職場についていき滑っているうちに楽しくなり、5歳から本格的にスケートを始めた。スケートをしたいという意思表示は優真本人からで、「氷の上に座って、カリカリになった氷をかじったのが始まりだった」と父の正和は話す。
2014-15シーズンは関東選手権ノービスAクラスで優勝、全日本ノービス選手権では14位となる。2015-16シーズンは関東選手権ノービスAクラスで優勝し、ノービスクラス4連覇を達成。全日本ノービス選手権では表彰台にあと一歩届かず4位となる。この時、佐藤駿ら「同じ年代のライバルに負け表彰台に乗れなかったのが悔しく、もっと本気で練習をやろうと思うきっかけになった」と鍵山は語っている。

### ジュニア時代

#### 2016-17シーズン
ジュニア1年目で初出場となった全日本ジュニア選手権では、ショートプログラムで3回転-3回転のコンビネーションジャンプを成功させて8位となる。フリースケーティングでは、すべてのジャンプを着氷させて12位となり、総合11位となった。

#### 2017-18シーズン
ジュニア2年目の全日本ジュニア選手権では、ショートプログラムで14位、フリースケーティングでは13位となり、総合162.40点獲得で12位となった。
2月に開催された第38回全国中学校スケート大会では、ショートプログラムですべてのジャンプを着氷し、3位スタートとなる。フリースケーティングでは、細かいジャンプのミスはあったものの、114.59点を獲得し3位。総合では176.31点を獲得し2位と順位を上げた。また、上位者エキシビションの6分間練習（リンク先「全体練習」参照）において観客の前で4回転サルコウを見せた。
2018年4月、リリーカップカナガワ神奈川県フィギュアスケートフリー選手権大会において3回転アクセルを初成功させた。

#### 2018-19シーズン
シーズン初戦の8月、ノービスから含めて初の国際大会となるアジアフィギュア杯に派遣され、総合174.90点を獲得し、国際大会で初優勝する。
当初は補欠として代表選考されていたものの、初参戦となったジュニアグランプリシリーズ1戦目は、シリーズ4戦目のジュニアグランプリリッチモンド大会に出場。ショートプログラムでは、冒頭の3回転アクセルを成功し、75.60点獲得で2位につける。しかしフリースケーティングでは、冒頭の3回転アクセルが空中で解けてしまう。また、演技後半に固めたコンビネーションジャンプ3つのうち2つでミスが出てしまい、得点を伸ばせず119.13点獲得で6位。総合では194.73点獲得で4位と、表彰台にあと一歩届かなかった。
ジュニアグランプリシリーズ2戦目は、第7戦のアルメニアン杯に出場。ショートプログラムでは、3回転アクセルを加点付きで成功するも、コンビネーションジャンプでのミスが響き65.10点獲得に留まり、6位と出遅れる。フリースケーティングでは、冒頭の3回転アクセルと3回転フリップ、演技後半の3つのコンビネーションジャンプを着氷させ、スピンすべてでレベル4を獲得。フリースケーティング1位となる136.92点を獲得、総合で初の200点超えとなる202.02点を獲得し2位に入り、国際スケート連盟（ISU）主催の公式大会で、初の表彰台に立った。
全日本ジュニア選手権では、ショートプログラムで3回転アクセルが1回転となるなどジャンプでのミスが響き、得点を伸ばせず60.71点で10位スタートとなる。フリースケーティングでは、冒頭の3回転アクセルを加点2点以上の出来栄えで成功、その後のジャンプも次々に成功させる。演技後半に固めたコンビネーションジャンプの3連続ジャンプでの転倒はあったものの、スピンすべてでレベル4を獲得。フリースケーティング3位となる136.89点を獲得、総合197.60点獲得で、順位を5位まで上げた。
推薦により初出場となった全日本選手権では、ショートプログラムですべてのジャンプを着氷、スピンすべてでレベル4を獲得。74.51点獲得で6位につける。最終グループでの滑走となったフリースケーティングでは、冒頭の3回転アクセルを2点以上の加点で成功させる。単独の3回転アクセルと3回転フリップ-3回転トウループにて着氷が乱れたものの、ショートプログラムに続きすべてのスピンでレベル4を獲得し、フリー6位となる141.85点を獲得。総合でも216.36点を獲得し、大健闘の6位入賞となり、新人賞を受賞する。
2月上旬の全国中学校スケート競技会では、ショートプログラムで3回転アクセルの回転が抜け0点となるミスがあり、フリースケーティングで猛追したものの、総合スコア0.85点差で佐藤駿に敗れ2位となった。しかし、上位者エキシビションの6分間練習において観客の前で4回転サルコウを成功させた。
2月下旬、自身初めてのシニアクラスとして国際大会のチャレンジカップに派遣される。フリースケーティングにおいて、試合で初めて4回転サルコウに挑戦し回転不足で転倒したものの、大きなミスなく演技をまとめ、総合で国際スケート連盟非公認ながらも自己ベストを上回る218.02点を獲得し、2位に入った。
2019年4月、リリーカップカナガワ神奈川県フィギュアスケートフリー選手権大会において、3月に練習で成功させたばかりの4回転トウループを成功させた。これが試合での4回転初成功となった。

#### 2019-20シーズン：四大陸選手権銅メダル、世界ジュニア選手権銀メダル

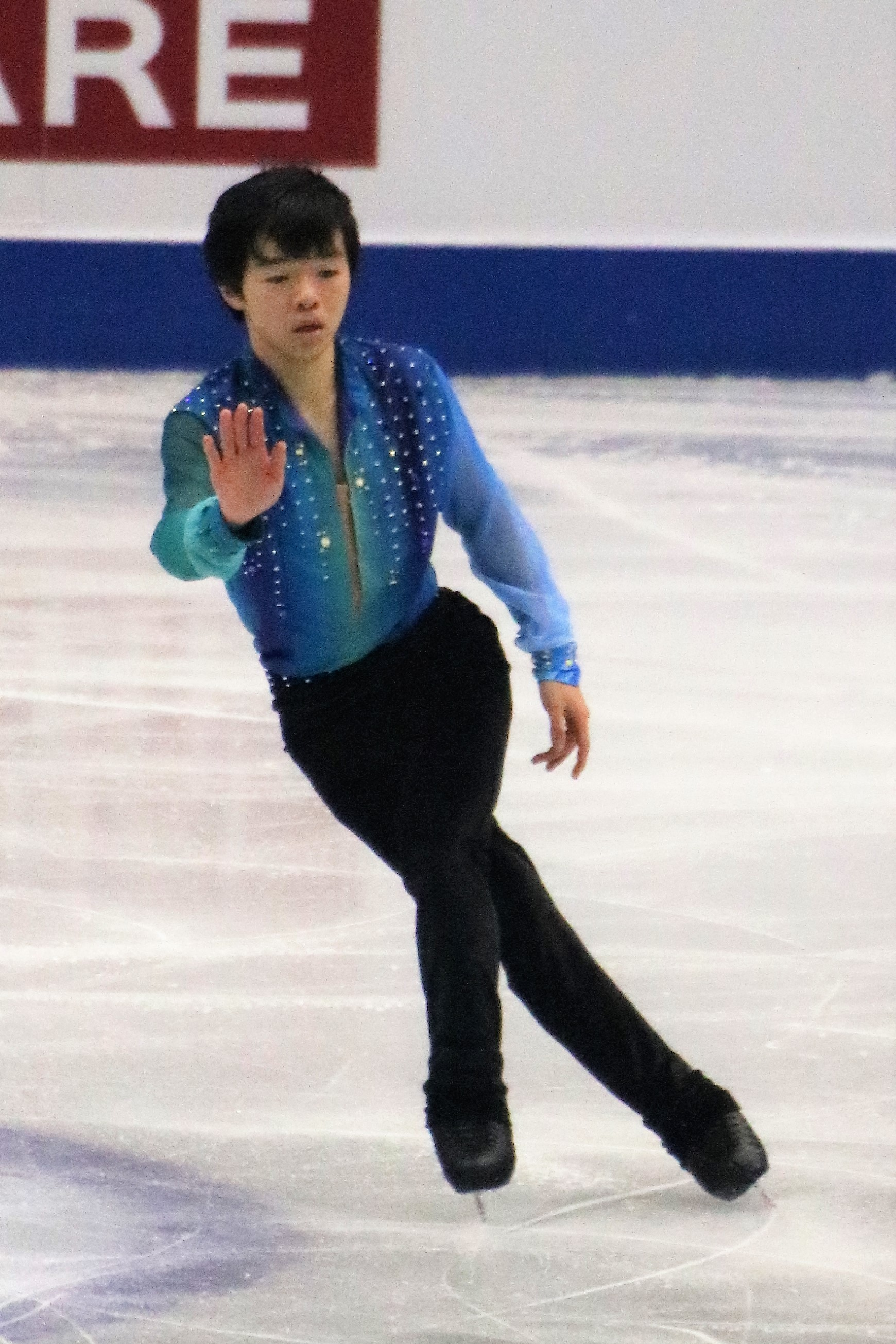
2019年ジュニアグランプリファイナル

ジュニアグランプリシリーズ初戦のクールシュヴェル大会では、ショートプログラムで初の80点超え、フリーでも自己ベストを更新し、ISU主催の国際大会で初の優勝を飾った。2戦目のバルティック杯でもショートプログラム・フリーともに自己ベストを更新して総合2位となり、佐藤駿とともにジュニアグランプリファイナルへの進出が確定した。全日本ジュニア選手権のショートプログラムで首位、フリーでは2本の4回転ジャンプや3回転アクセルからの3連続ジャンプ等すべてのジャンプを成功させ、ほぼ完璧な内容で171.09点を獲得して1位、総合でも非公認ながら当時のジュニア世界最高得点を上回る251.01点を獲得して初優勝を果たした。今大会の結果より、ユースオリンピックと世界ジュニア選手権の代表に内定した。初出場となったジュニアグランプリファイナルでは、ショートプログラムで6位と出遅れる。フリーでは、単独の4回転トウループこそ転倒したものの、その他のジャンプを成功させ、総合4位に順位を上げた。全日本選手権では、ショートプログラムにて冒頭の3回転アクセルで回転が抜けてしまい、規定違反で0点となるミス。続く単独ジャンプを3回転ループから4回転トウループに変更して成功させ、7位につける。フリーでは、4回転トウループ2本、3回転アクセル2本の構成をほぼ完璧に滑り切り、総合3位で初の表彰台に上がった。高校1年生の表彰台は、ソルトレークシティオリンピック4位入賞の本田武史以来24年ぶりの快挙となった。今大会の成績により、シニア初の国際大会となる四大陸選手権の代表に決定した。
日本選手団の旗手に抜擢されたローザンヌユースオリンピックでは、ショートプログラムのコンビネーションジャンプの着氷でクッション壁にぶつかってしまい転倒、72.76点で3位となる。フリーでは、2本の4回転トウループや、予定から変更した最後の3回転アクセルを成功させ、自己ベストの166.41点を獲得、総合239.17点をマークし逆転で金メダルを獲得した。個人戦の後に実施された、各国から抽選で選出されるNOC混合団体戦にもチームフォーカスで出場。157.62点を獲得して男子シングル1位となり、チームフォーカスの銀メダル獲得に貢献した。
初のシニア主要国際大会となった四大陸選手権では、ショートプログラムで初の90点超えをとなる91.61点をマーク。フリーでも4回転トウループを2本着氷させるなど完璧に近い演技で自己ベストの179.00点をマークし、シニア主要国際大会初の銅メダルを獲得した。初出場となった世界ジュニア選手権では、ショートプログラムで首位となるも、自信を持っていたフリーでミスが相次ぎ5位、合計231.75点で総合2位となった。日本男子では2015年大会の宇野昌磨・山本草太以来5年ぶりとなる世界ジュニアメダル獲得となり、演技後に鍵山は「この悔しさを一生忘れず、来季につなげていきたい」と語った。今大会に出場した鍵山と佐藤駿の順位合計が「13」以内となり、日本男子は次季の同大会出場枠で最大の3枠を確保した。優勝候補の一角と目された中での2位ではあったが、ショートプログラム・フリーともに全出場者中で唯一、演技構成点の〈スケート技術〉で10点満点中8点台の評価を受けた。また、体調の問題からコーチであり父である鍵山正和に代わり試合へ同行した振付師の佐藤操が、キス・アンド・クライにおいて、マジックで「父」「Dad」と書いた手のひらをカメラに向けて見せたことは明るい話題となった。

### シニア時代

#### 2020-21シーズン：世界選手権銀メダル
10月の関東選手権、非公認ながら世界歴代5位相当の287.71点でシニアデビュー。コロナウイルスの世界的流行により海外選手を招かずに開かれたNHK杯で優勝。全日本選手権は羽生、宇野に次ぐ3位。シニア転向後に初めて出場するISU主催大会が世界選手権となるが、堂々と演技しネイサン・チェンに次ぐ2位となった。

#### 2021-22シーズン：北京オリンピック銀メダル
10月1日付で、オリエンタルバイオ社との所属契約および所属先変更が発表された。グランプリシリーズに初参戦しイタリア大会、フランス大会ともに1位、グランプリファイナルへの出場を決めた。グランプリシリーズで2連勝を飾った2021年11月23日、国際スケート連盟のフィギュアスケート男子の最新の世界ランキングの発表で1位となった。続く全日本選手権では3位に入り、2022年北京オリンピック代表、世界選手権代表に選出された。
北京オリンピックでは、団体戦男子フリーに出場。初挑戦の4回転ループをオーバーターンながら着氷させると、他のジャンプもミスのない会心の演技で自己ベストをたたき出し首位に立ち、日本チームの銀メダル獲得に貢献した。個人戦では、ショートプログラムで完璧な演技を披露し自己ベストの2位。フリーでは4回転ループの着氷が乱れるも、その他の要素はまとめ上げ2位。総合でも2位に入り、日本フィギュア史上最年少となる銀メダルを獲得した。世界選手権でも銀メダル獲得。
2022年春から中京大学（名古屋市）に進学することを明らかにしており、練習拠点を横浜市から愛知県豊田市の中京大学リンクに移す。

#### 2022-23シーズン
シーズン初戦に予定していたジャパンオープン2022は、左足首の怪我により欠場。今期出場予定であったグランプリシリーズスケートアメリカ、フランス杯も怪我の回復が遅れているため欠場となった。怪我が完治しない状態で臨んだ全日本選手権は、4回転をサルコウの1種類に絞って挑んだもののフリーで2度失敗、総合8位に終わり世界選手権代表を逃した。怪我の回復状況が良くないため、以後のワールドユニバーシティゲームズは欠場となった。

#### 2023-24シーズン：四大陸選手権初優勝

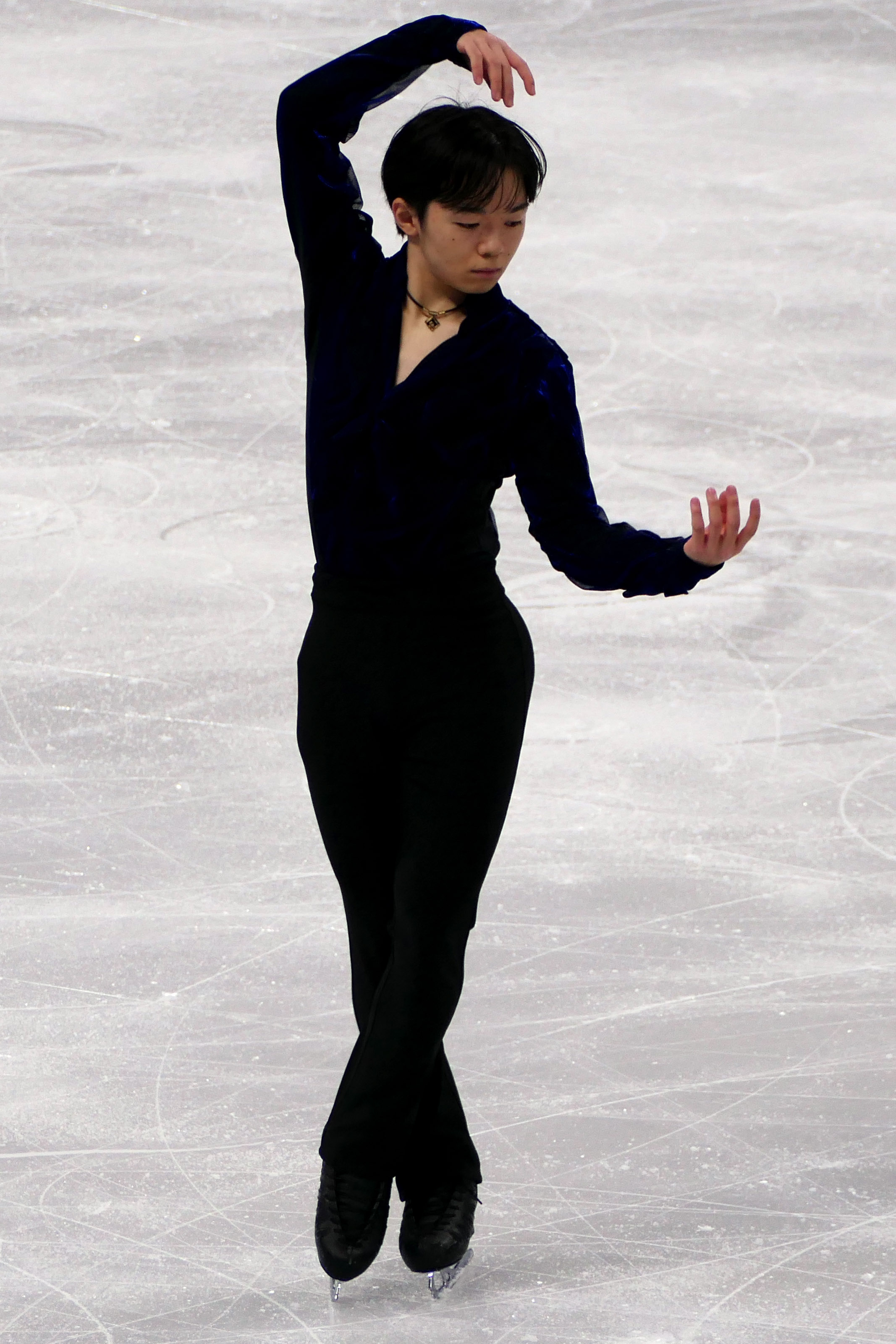
2024年世界選手権のフリースケーティングのスタートポーズを取る鍵山

カロリーナ・コストナーがコーチ陣に加わる。8月、国内大会の木下トロフィーで復帰を果たし、211.47点で3位となる。国際大会初戦のロンバルディア杯では、ショートプログラム・フリーともに首位に立ち、優勝を果たした。グランプリシリーズフランス杯ではアダム・シャオ・イム・ファ、イリア・マリニンに次ぐ3位、NHK杯では宇野昌磨を1.84点の僅差で上回り優勝し、グランプリファイナルへ駒を進めた。初出場のグランプリファイナルでは、フリーで冒頭の4回転サルコウが2回転になるミスがあったものの、その後の要素はまとめ上げ、総合3位で銅メダルを獲得した。全日本選手権では、ショートプログラム冒頭の4回転サルコウで転倒し3位発進となるも、フリーでは完璧な演技を披露し1位、総合で初の準優勝を果たした。
1月のインカレからはフリーで新たに4回転フリップを取り入れた。同ジャンプは回転が抜けたものの、2位以下に35点差をつけ初優勝を飾った。2月の四大陸選手権ではフリーの4回転フリップで着氷が乱れたものの200点台に乗せ、合計307.58点で初優勝を飾った。これは鍵山にとってシニア主要国際大会初制覇であった。3月にモントリオールで行われた世界選手権では、ショートプログラムで106.35点をマークし、首位の宇野昌磨と1.37点差の2位につける。フリースケーティングでは後半の3回転アクセルで転倒したものの、自身初となる4回転フリップを成功させ203.20点をマーク。総合では309.60点でイリア・マリニンに次ぐ2位となり、自身3度目となる世界選手権銀メダルを獲得した。

## 演技・技術
6種類の3回転ジャンプと、4回転トウループ、サルコウ、ループ、フリップを跳ぶことが出来る。「小さい頃は転倒が怖く、ジャンプはあまり好きではなかった」と語る。5種類目の4回転ジャンプ投入を目指し、と4回転ルッツに取り組んでいる。
得意のダンスによる表現力と、幼い頃からコーチであり父である鍵山正和に叩きこまれたスケーティング技術を武器としており、国際大会でも高い演技構成点を記録している。スケーティング技術については、演技構成点での評価だけではなく、優真の4回転トウループの跳び方について、正和が「詳細は企業秘密」としながらも「体重移動をメインにしたジャンプ。滑る力を利用するので、基礎のスケーティングを磨いてあることが前提であり、スケートをやり始めた時から創り上げてきた技術です」と語っている。
昔からしっかり練習していたと話すスピンも重要な得点源のひとつとなっている。
「ジャンプ、スピン、ステップそれぞれの技術が完璧なスケーターを目標にしている」と語っている。

## 競技成績

### ISUパーソナルベストスコア
- SP - ショートプログラム、FS - フリースケーティング
- TSS - 部門内合計得点（英: Total segment score）は太字
- TES - 技術要素点（英: Technical element score）、PCS - 演技構成点（英: Program component score）

| 部門 | 種類 | 得点   | 大会                         |
| ---- | ---- | ------ | ---------------------------- |
| 総合 | TSS  | 310.05 | 2022年北京オリンピック       |
| SP   | TSS  | 108.12 | 2022年北京オリンピック       |
| SP   | TES  | 60.91  | 2022年北京オリンピック       |
| SP   | PCS  | 47.21  | 2022年北京オリンピック       |
| FS   | TSS  | 208.94 | 2022年北京オリンピック団体戦 |
| FS   | TES  | 116.50 | 2022年北京オリンピック団体戦 |
| FS   | PCS  | 93.94  | 2022年北京オリンピック       |

### 主な戦績
- GP - ISUグランプリシリーズ
- CS - ISUチャレンジャーシリーズ

| 大会名                       | 2020–21 | 2021–22 | 2022–23 | 2023–24 | 2024–25   | 2025–26 |
| ---------------------------- | ------- | ------- | ------- | ------- | --------- | ------- |
| オリンピック                 |         | 2位     |         |         |           |         |
| 世界選手権                   | 2位     | 2位     |         | 2位     | 3位       |         |
| 四大陸選手権                 |         |         |         | 1位     |           |         |
| GP ファイナル                |         | 中止    |         | 3位     | 2位       |         |
| GP フィンランディア杯        |         |         |         |         | 1位       | TBD     |
| GP NHK杯                     | 1位     |         |         | 1位     | 1位       | TBD     |
| GP フランス杯                |         | 1位     | 欠場    | 3位     |           |         |
| GP スケートアメリカ          |         |         | 欠場    |         |           |         |
| GP イタリア大会              |         | 1位     |         |         |           |         |
| CS ロンバルディア杯          |         |         |         | 1位     | 2位       |         |
| アジア冬季競技大会           |         |         |         |         | 2位       |         |
| 冬季ユニバーシティーゲームズ |         |         | 欠場    |         | 1位       |         |
| アジアフィギュア杯           |         | 1位     |         |         |           |         |
| オリンピック団体戦           |         | 2位     |         |         |           |         |
| 世界国別対抗戦               |         |         |         |         | 2位 (5位) |         |
| 全日本選手権                 | 3位     | 3位     | 8位     | 2位     | 1位       |         |

- JGP - ISUジュニアグランプリシリーズ
- S - シニアクラス、無印 - ジュニアクラス、A - ノービスAクラス、B - ノービスBクラス

| 大会名                   | 2012–13 | 2013–14 | 2014–15 | 2015–16 | 2016–17 | 2017–18 | 2018–19 | 2019–20 |
| ------------------------ | ------- | ------- | ------- | ------- | ------- | ------- | ------- | ------- |
| ユースオリンピック       |         |         |         |         |         |         |         | 1位     |
| 世界ジュニア選手権       |         |         |         |         |         |         |         | 2位     |
| 四大陸選手権             |         |         |         |         |         |         |         | 3位 S   |
| JGP ファイナル           |         |         |         |         |         |         |         | 4位     |
| JGP バルティック杯       |         |         |         |         |         |         |         | 2位     |
| JGP クールシュヴェル     |         |         |         |         |         |         |         | 1位     |
| JGP アルメニアン杯       |         |         |         |         |         |         | 2位     |         |
| JGP カナダ               |         |         |         |         |         |         | 4位     |         |
| チャレンジカップ         |         |         |         |         |         |         | 2位 S   |         |
| アジアフィギュア杯       |         |         |         |         |         |         | 1位     |         |
| ユースオリンピック団体戦 |         |         |         |         |         |         |         | 2位     |
| 全日本選手権             |         |         |         |         |         |         | 6位 S   | 3位 S   |
| 全日本ジュニア選手権     |         |         |         |         | 11位    | 12位    | 5位     | 1位     |
| 全日本ノービス選手権     | 7位 B   | 6位 B   | 14位 A  | 4位 A   |         |         |         |         |

### 詳細
| 2024-2025 シーズン    |                                                               |          |           |                 |
| 開催日                | 大会名                                                        | SP       | FS        | 結果            |
| 2025年4月17日 - 20日  | 2025年世界フィギュアスケート国別対抗戦（東京）                | 4 93.73  | 5 168.93  | 2 団体 (262.66) |
| 2025年3月25日 - 30日  | 2025年世界フィギュアスケート選手権（ボストン）                | 2 107.09 | 10 171.10 | 3 278.19        |
| 2025年2月7日 - 14日   | 2025年アジア冬季競技大会（ハルビン）                          | 1 103.81 | 3 168.95  | 2 272.76        |
| 2025年1月13日 - 23日  | FISU 冬季ワールドユニバーシティゲームズ（トリノ）             | 1 106.82 | 3 182.22  | 1 289.04        |
| 2024年12月19日 - 22日 | 第93回全日本フィギュアスケート選手権（門真）                  | 1 92.05  | 1 205.68  | 1 297.73        |
| 2024年12月5日 - 8日   | 2024/2025 ISUグランプリファイナル（グルノーブル）             | 2 93.49  | 1 188.29  | 2 281.78        |
| 2024年11月15日 - 17日 | ISUグランプリシリーズ フィンランディア杯（ヘルシンキ）        | 1 103.97 | 5 159.12  | 1 263.09        |
| 2024年11月8日 - 10日  | ISUグランプリシリーズ NHK杯（東京）                           | 1 105.70 | 1 194.39  | 1 300.09        |
| 2024年9月13日 - 15日  | ISUチャレンジャーシリーズロンバルディアトロフィー（ベルガモ） | 2 98.68  | 2 192.86  | 2 291.54        |

| 2023-2024 シーズン     |                                                               |          |          |          |
| 開催日                 | 大会名                                                        | SP       | FS       | 結果     |
| 2024年3月18日 - 24日   | 2024年世界フィギュアスケート選手権（モントリオール）          | 2 106.35 | 3 203.30 | 2 309.65 |
| 2024年1月30日 - 2月4日 | 2024年四大陸フィギュアスケート選手権（上海）                  | 1 106.82 | 1 200.76 | 1 307.58 |
| 2023年12月20日 - 24日  | 第92回全日本フィギュアスケート選手権（長野）                  | 3 93.94  | 1 198.16 | 2 292.10 |
| 2023年12月7日 - 10日   | 2023/2024 ISUグランプリファイナル（北京）                     | 3 103.72 | 4 184.93 | 3 288.65 |
| 2023年11月24日 - 26日  | ISUグランプリシリーズNHK杯（門真）                            | 1 105.51 | 2 182.88 | 1 288.39 |
| 2023年11月3日 - 5日    | ISUグランプリシリーズフランスグランプリ（アンジェ）           | 3 97.91  | 4 175.23 | 3 273.14 |
| 2023年9月8日 - 10日    | ISUチャレンジャーシリーズロンバルディアトロフィー（ベルガモ） | 1 91.47  | 1 174.12 | 1 265.59 |

| 2022-2023 シーズン    |                                                              |         |          |          |
| 開催日                | 大会名                                                       | SP      | FS       | 結果     |
| 2023年01月12日 - 22日 | FISU冬季ワールドユニバーシティーゲームズ（レークプラシッド） |         |          | WD       |
| 2022年12月21日 - 25日 | 第91回全日本フィギュアスケート選手権（門真）                 | 6 81.39 | 8 156.44 | 8 237.83 |
| 2022年11月4日 - 6日   | ISUグランプリシリーズフランスグランプリ（アンジェ）          |         |          | WD       |
| 2022年10月21日 - 23日 | ISUグランプリシリーズ スケートアメリカ（ノーウッド）         |         |          | WD       |

| 2021-2022 シーズン    |                                                    |          |          |          |
| 開催日                | 大会名                                             | SP       | FS       | 結果     |
| 2022年3月21日 - 27日  | 2022年世界フィギュアスケート選手権（モンペリエ）   | 2 105.69 | 2 191.91 | 2 297.60 |
| 2022年2月4日 - 20日   | 北京オリンピック（北京）                           | 2 108.12 | 2 201.93 | 2 310.05 |
| 2022年2月4日 - 7日    | 北京オリンピック 団体戦（北京）                    | -        | 1 208.94 | 2 団体   |
| 2021年12月22日 - 26日 | 第90回全日本フィギュアスケート選手権（さいたま）   | 3 95.15  | 2 197.26 | 3 292.41 |
| 2021年11月19日 - 21日 | ISUグランプリシリーズ フランス国際（グルノーブル） | 1 100.64 | 1 185.77 | 1 286.41 |
| 2021年11月5日 - 7日   | ISUグランプリシリーズ イタリア大会（トリノ）       | 7 80.53  | 1 197.49 | 1 278.02 |
| 2021年10月13日 - 17日 | 2021年アジアフィギュア杯（北京）                   | 1 97.80  | 1 179.98 | 1 277.78 |

| 2020-2021 シーズン    |                                                      |          |          |          |
| 開催日                | 大会名                                               | SP       | FS       | 結果     |
| 2021年3月22日 - 28日  | 2021年世界フィギュアスケート選手権（ストックホルム） | 2 100.96 | 2 190.81 | 2 291.77 |
| 2020年12月24日 - 27日 | 第89回全日本フィギュアスケート選手権（長野）         | 2 98.60  | 3 180.19 | 3 278.79 |
| 2020年11月27日 - 29日 | 2020年NHK杯国際フィギュアスケート競技大会（門真）    | 1 87.26  | 1 188.61 | 1 275.87 |

| 2019-2020 シーズン    |                                                            |         |          |          |
| 開催日                | 大会名                                                     | SP      | FS       | 結果     |
| 2020年3月2日 - 8日    | 2020年世界ジュニアフィギュアスケート選手権（タリン）       | 1 85.82 | 5 145.93 | 2 231.75 |
| 2020年2月4日 - 9日    | 2020年四大陸フィギュアスケート選手権（ソウル）             | 5 91.61 | 3 179.00 | 3 270.61 |
| 2020年1月10日 - 15日  | 2020年ユースオリンピックNOC混合団体戦（ローザンヌ）        | -       | 1 157.62 | 2 団体   |
| 2020年1月10日 - 15日  | 2020年ユースオリンピック（ローザンヌ）                     | 3 72.76 | 1 166.41 | 1 239.17 |
| 2019年12月19日 - 22日 | 第88回全日本フィギュアスケート選手権（東京）               | 7 77.41 | 2 180.58 | 3 257.99 |
| 2019年12月5日 - 8日   | 2019/2020 ISUジュニアグランプリファイナル（トリノ）        | 6 71.19 | 3 155.90 | 4 227.09 |
| 2019年11月15日 - 17日 | 第88回全日本フィギュアスケートジュニア選手権（横浜）       | 1 79.92 | 1 171.09 | 1 251.01 |
| 2019年9月18日 - 21日  | ISUジュニアグランプリ バルティック杯（グダニスク）         | 2 84.72 | 2 160.63 | 2 245.35 |
| 2019年8月21日 - 24日  | ISUジュニアグランプリ クールシュヴェル（クールシュヴェル） | 1 80.61 | 1 154.26 | 1 234.87 |

| 2018-2019 シーズン    |                                                      |          |          |          |
| 開催日                | 大会名                                               | SP       | FS       | 結果     |
| 2019年2月21日 - 24日  | 2019年チャレンジカップ（ハーグ）                     | 2 78.97  | 2 139.05 | 2 218.02 |
| 2018年12月20日 - 24日 | 第87回全日本フィギュアスケート選手権（門真）         | 6 74.51  | 6 141.85 | 6 216.36 |
| 2018年11月23日 - 25日 | 第87回全日本フィギュアスケートジュニア選手権（福岡） | 10 60.71 | 3 136.89 | 5 197.60 |
| 2018年10月10日 - 13日 | ISUジュニアグランプリ JGPアルメニアン杯（エレバン）  | 6 65.10  | 1 136.92 | 2 202.02 |
| 2018年9月12日 - 15日  | ISUジュニアグランプリ JGPカナダ（リッチモンド）      | 2 75.60  | 6 119.13 | 4 194.73 |
| 2018年8月1日 - 3日    | 2018年アジアフィギュア杯（バンコク ジュニアクラス）  | 1 57.75  | 1 117.15 | 1 174.90 |

| 2017-2018 シーズン    |                                                      |          |           |           |
| 開催日                | 大会名                                               | SP       | FS        | 結果      |
| 2017年11月24日 - 26日 | 第86回全日本フィギュアスケートジュニア選手権（前橋） | 14 55.25 | 13 107.15 | 12 162.40 |

| 2016-2017 シーズン    |                                                      |         |           |           |
| 開催日                | 大会名                                               | SP      | FS        | 結果      |
| 2016年11月18日 - 20日 | 第85回全日本フィギュアスケートジュニア選手権（札幌） | 8 54.35 | 12 109.79 | 11 164.14 |

| 2015-2016 シーズン    |                                                                |    |         |         |
| 開催日                | 大会名                                                         | SP | FS      | 結果    |
| 2015年10月23日 - 25日 | 第19回全日本フィギュアスケートノービス選手権 Aクラス（西東京） |    | 4 86.55 | 4 86.55 |

| 2014-2015 シーズン    |                                                              |    |          |          |
| 開催日                | 大会名                                                       | SP | FS       | 結果     |
| 2014年10月24日 - 26日 | 第18回全日本フィギュアスケートノービス選手権 Aクラス（高槻） |    | 14 57.23 | 14 57.23 |

| 2013-2014 シーズン    |                                                                    |    |         |         |
| 開催日                | 大会名                                                             | SP | FS      | 結果    |
| 2013年10月25日 - 27日 | 第17回全日本フィギュアスケートノービス選手権 Bクラス（ひたちなか） |    | 6 53.47 | 6 53.47 |

| 2012-2013 シーズン    |                                                              |    |         |         |
| 開催日                | 大会名                                                       | SP | FS      | 結果    |
| 2012年10月26日 - 28日 | 第16回全日本フィギュアスケートノービス選手権 Bクラス（京都） |    | 7 59.45 | 7 59.45 |

## プログラム使用曲
| シーズン | ショートプログラム | フリースケーティング | エキシビション |
| -------- | --- | --- | --- |
| 2024–25  | The Sound of Silence振付：ローリー・ニコル                                                                                | Ameksa (District 78 Remix) Romanza from Concertino for Guitar & Orchestra in A Minor, OP. 72振付：ローリー・ニコル | Skydance (feat. Mariann Pleszkan) by Kim Planert振付：シン・イェジ                                                                                            |
| 2023–24  | アルバム『Evolve』より 「Believer」 曲：イマジン・ドラゴンズ 振付：シェイ＝リーン・ボーン                                 | アルバム『And the Things that Remain』より 「Rain, In Your Black Eyes」 曲：エズィオ・ボッソ 振付：ローリー・ニコル | 「Werther」 曲：ジュール・マスネ 振付：ローリー・ニコル |
| 2022–23  | アルバム『Evolve』より 「Believer」 曲：イマジン・ドラゴンズ 振付：シェイ＝リーン・ボーン                                 | アルバム『And the Things that Remain』より 「Rain, In Your Black Eyes」 曲：エズィオ・ボッソ 振付：ローリー・ニコル | 「Underground」 曲：コディ・フライ 振付：鈴木明子 |
| 2021–22  | アルバム『bublé!』より 「When You're smiling」 曲：マイケル・ブーブレ 振付：ローリー・ニコル                              | 映画『グラディエーター』より 「Gladiator Rhapsody」 ピアノ：ラン・ラン 「I Gladiatore」 「Not Yet」 歌：リサ・ジェラルド 「Nelle Tue Mani」 歌：アンドレア・ボチェッリ 作曲：ハンス・ジマー 振付：ローリー・ニコル                                  | 「明日へ」 曲：MISIA 振付：辻本知彦 ドラマ『砂の器』より ピアノ協奏曲「宿命」 作曲：千住明 振付：佐藤操 「Vocussion」 振付：ローリー・ニコル                  |
| 2020–21  | アルバム『New Impossibilities』より 「Vocussion」 曲：ヨーヨー・マ＆ザ・シルクロード・アンサンブル 振付：ローリー・ニコル | 映画『アバター』より 「Jake Enters His Avatar World」 「The Bioluminescence of the Night」 「Gathering All the Na'vi Clans for battle」 作曲：ジェームズ・ホーナー 振付：ローリー・ニコル 「Lord of the Rings」 作曲：A・R・ラフマーン 振付：佐藤操 | 「Take Five」 演奏：デイヴ・ブルーベック・カルテット 作曲：ポール・デスモンド 振付：佐藤操                                                                    |
| 2019–20  | ドラマ『砂の器』より ピアノ協奏曲「宿命」 作曲：千住明 振付：佐藤操                                                       | 映画『タッカー』より 「speedway」 「The Trial」 「Toast of the Town」 作曲：ジョー・ジャクソン 振付：佐藤操 | 「Uptown Funk」 作曲：マーク・ロンソン、ブルーノ・マーズ、 フィリップ・ローレンス、ジェフ・バスカー BomBom（feat. The Teaching） 作曲：Macklemore、Ryan Lewis |
| 2018–19  | 映画『マスク』より 「Let The Good Times Roll」 作曲：サム・シアード、フリーシー・ムーア 振付：佐藤操                      | 大河ドラマ『龍馬伝』メインテーマ 作曲：佐藤直紀 振付：佐藤操 | |
| 2017–18  | 映画『The Matrix Revolutions』より 「Navras」 作曲：ドン・デイヴィス 振付：佐藤操                                         | バレエ音楽『火の鳥』より 作曲：イーゴリ・ストラヴィンスキー 振付：佐藤操 | |
| 2016–17  | シング・シング・シング 作曲：ルイ・プリマ 振付：松村充                                                                    | バレエ音楽『火の鳥』より 作曲：イーゴリ・ストラヴィンスキー 振付：佐藤操 | |
| 2015–16  | | 映画『座頭市』より 作曲：鈴木慶一 振付：鍵山正和 | |
| 2014–15  | | 映画『座頭市』より 作曲：鈴木慶一 振付：鍵山正和 | |
| 2013–14  | | シング・シング・シング 作曲：ルイ・プリマ 振付：鍵山正和 | |
| 2012–13  | | シング・シング・シング 作曲：ルイ・プリマ 振付：鍵山正和 | |

## サポート企業
- ノジマ[91]
- 森永製菓[92]
- 興和[93]
- ATOM Milano[94]
- コラントッテ[95]
- ARTISTIC＆CO. GLOBAL[96]
- NTTデータ - 生成AIを活用した交流創出の技術パートナー契約（2024年4月 - ）[97]
- スズキ（2024年5月 - ）[98]
- NTTデータ関西（2025年3月 -）[99]

## 受賞歴
- JOCスポーツ賞：新人賞（2019年）[100]、特別功労賞（2021年）[101]
- 神奈川スポーツ賞（2020年）[102]、オリンピック賞（2022年）[103]
- 日本スケート連盟年間表彰
  - JOC杯（2021年）[104]
  - 優秀選手賞（2024年）[105]
- 上月スポーツ賞（2022年）[106]
- 横浜市スポーツ栄誉賞（2022年）[107]
- ビッグスポーツ特別賞（2022年）[108]
- 愛知県スポーツ功労賞（2024年）[109]

## 出版書籍
- 鍵山優真 PHOTOBOOK GO FOR THE TOP（主婦の友社、2022年6月23日発売予定） ISBN 9784074520152